# Amt Beelitz
Das Amt Beelitz war ein 1992 gebildetes brandenburgisches Amt, in dem sich elf Gemeinden und die Stadt Beelitz im damaligen Kreis Potsdam-Land (heute Landkreis Potsdam-Mittelmark, Brandenburg) zu einem Verwaltungsverbund zusammengeschlossen hatten. Der Sitz der Amtsverwaltung war in der Stadt Beelitz. Das Amt Beelitz wurde 2001 mit dem Zusammenschluss der amtsangehörigen Gemeinden zur neuen Stadt Beelitz wieder aufgelöst. Es hatte Ende 2001 12.258 Einwohner.

## Geographie
Das Amt Beelitz grenzte im Norden an die Ämter Werder und Schwielowsee, im Nordosten an die amtsfreie Gemeinde Seddiner See und das Amt Michendorf, im Südosten an die Ämter Trebbin und Nuthe-Urstromtal, im Süden an die Ämter Treuenbrietzen und Niemegk und im Westen an die Ämter Brück und Lehnin.

## Geschichte
Am 23. Juni 1992 erteilte der Minister des Innern seine Zustimmung zur Bildung des Amtes Beelitz mit Sitz in der Stadt Beelitz. Als Zeitpunkt des Zustandekommens wurde der 26. Juni 1992 festgelegt. Folgende Gemeinden des damaligen Kreises Potsdam-Land waren darin zusammengeschlossen (in der Reihenfolge ihrer Nennung im Amtsblatt):
1. Rieben
2. Zauchwitz
3. Schlunkendorf
4. Schäpe
5. Reesdorf
6. Salzbrunn
7. Buchholz
8. Elsholz
9. Busendorf
10. Fichtenwalde
11. Wittbrietzen
12. Stadt Beelitz

Es hatte zu Ende 1992 9 721 Einwohner.
Zum 1. Juli 1998 änderte die Gemeinde Buchholz bei Treuenbrietzen ihren Namen zu Buchholz bei Beelitz.
Die heutige Großgemeinde entstand durch den Zusammenschluss der Stadt Beelitz mit den Orten des ehemaligen Amtes Beelitz am 31. Dezember 2001. Das Amt Beelitz wurde zum selben Zeitpunkt aufgelöst.

## Amtsdirektor
Amtsdirektor und zugleich Bürgermeister der Stadt Beelitz war von 1992 bis 2001 Thomas Wardin.